# Gesichtstransplantation
Eine Gesichtstransplantation ist eine Transplantation, bei der das Gesicht eines Patienten teilweise oder ganz durch das eines toten Spenders ersetzt wird. Somit handelt es sich dabei um eine Composite Tissue Allotransplantation.  In extremen Fällen können auch Knochenteile vom Schädel des Spenders transplantiert werden.

## Zweck
Menschen, deren Gesicht durch Unfälle (z. B. Verbrennungen), Verletzungen, Krankheiten oder Fehlbildungen entstellt ist, könnte durch diese Operation geholfen werden.

## Alternativen
Alternativ zu einer Gesichtstransplantation wird in einer Reihe von chirurgischen Eingriffen Eigenhaut des Patienten von Rücken, Gesäß oder Oberschenkeln entnommen und auf das Gesicht übertragen. Der Erfolg ist allerdings oft beschränkt, sowohl was die körperlichen Funktionen, als auch was das Aussehen angeht. Häufig behält ein auf diese Weise wiederhergestelltes Gesicht ein stark „maskenhaftes“ Aussehen. Der große Vorteil dieser Methode besteht allerdings darin, dass keinerlei fremdes Gewebe zum Einsatz kommt.
Auf umfangreiche immunsuppressive Maßnahmen, die teils erhebliche Nebenwirkungen wie schwerwiegende Infektionen, Krebs und anderes nach sich ziehen können, kann daher vollständig verzichtet werden.

## Geschichte
Im November 2005 führten die französischen Ärzte Jean-Michel Dubernard (dem 1998 auch die erste erfolgreiche Handtransplantation gelang) und Bernard Devauchelle in Amiens die weltweit erste Gesichtstransplantation an einem lebenden Menschen durch. Die Patientin war die 38-jährige Isabelle Dinoire, deren Gesicht durch den Angriff ihres Hundes entstellt worden war. Ihr wurden ein Teil der linken Wange und der Nase sowie Kinn und Lippen transplantiert. Im Oktober 2008 beurteilte sie den bisherigen Verlauf der Heilung positiv: „Dieses Gesicht ist meins“, sagte sie wörtlich.
Die zweite Gesichtstransplantation wurde 2006 an einem Chinesen durchgeführt, der von einem Bären angefallen worden war; 2007 wurde wieder ein Franzose operiert, der unter den Folgen einer vorherigen Operation zur Entfernung eines Gesichtstumors litt.
Im Dezember 2008 wurde die bis heute größte Gesichtstransplantation und die erste in den Vereinigten Staaten an der Cleveland Clinic in Cleveland (Ohio) von der Chirurgin Maria Siemionow durchgeführt. Die Klinik war auch im Jahre 2004 die weltweit erste gewesen, an der ein solches Verfahren genehmigt wurde. In der Operation wurden der Patientin Connie Culp, die durch ihren Mann mit einer Schusswaffe verletzt worden war, rund 80 % des Gesichts transplantiert.
Im März 2010 ist es spanischen Medizinern weltweit erstmals gelungen ein vollständiges Gesicht zu verpflanzen. Die Transplantation ist in einer 22-stündigen Operation im Krankenhaus Vall d’Hebron in Barcelona durchgeführt worden und soll nach Angaben der Ärzte erfolgreich verlaufen sein. Bei dem Patienten handele es sich um einen jungen Mann, dessen Gesicht durch Verletzungen so schwer entstellt worden sein soll, dass er kaum in der Lage gewesen sei zu atmen, schlucken und zu sprechen.
Die erste komplette Gesichtstransplantation in den USA wurde im März 2011 durchgeführt. Die 15-stündige Operation, die im Brigham and Women’s Hospital in Boston durchgeführt wurde, sei großartig verlaufen. Der 25-jährige Patient Dallas Wiens war zwei Jahre zuvor bei Arbeiten in eine Stromleitung geraten, wodurch sein Gesicht durch schwere Verbrennungen stark entstellt wurde.

## Operation und Nachbehandlung
Die Operation besteht aus einer Reihe von Eingriffen, die mehrere Teams von Spezialisten erfordern. Nach Berücksichtigung von Hauttyp, Alter, Geschlecht und Hautfarbe des Patienten wird dessen Gesicht entfernt und durch das des (toten) Spenders ersetzt – einschließlich Fettgewebe, Nerven und Blutgefäße, aber ohne die Muskulatur.
Die Operation dauert ca. 8 bis 15 Stunden, woran sich ein 10- bis 14-tägiger stationärer Krankenhausaufenthalt anschließt.
Nach dem Eingriff ist eine lebenslange Behandlung mit immunsuppressiven Medikamenten erforderlich, um zu verhindern, dass das Immunsystem des Patienten das fremde Gewebe wieder abstößt. Eine langfristige Unterdrückung des Abwehrsystems erhöht das Risiko von lebensbedrohlichen Infektionen, Nierenschäden und Krebs (siehe hierzu auch den Abschnitt Immunsuppressive Therapie unter Transplantation). In der Folge der Operation können Komplikationen wie etwa Infektionskrankheiten auftreten, durch die sich das neue Gesicht schwärzlich verfärbt und die erneute Eingriffe notwendig machen. Psychologische Folgen können u. a. das Bereuen der Operation durch den Patienten, Enttäuschung über das Ergebnis oder Trauer- und Schuldgefühle gegenüber dem Spender sein.
Das Aussehen des Patienten nach der Transplantation entspricht nicht dem des Spenders, da für die Form des Gesichtes auch Muskulatur und Knochenstruktur ausschlaggebend sind, die nicht mitübertragen werden. Das neue Gesicht wird aber auch nicht dem vorherigen, unbeschädigten Gesicht entsprechen, sondern irgendwo zwischen den beiden Ursprungsgesichtern liegen. Ebenso darf nicht vergessen werden, dass dieser Eingriff eine schwierige plastische Operation ist, deren Ergebnis niemals ganz sicher vorausgesagt werden kann.

## Behandlung des Themas im Film
- Georges Franju beschreibt das Verfahren einer Gesichtstransplantation in seinem Horror-Kultfilm Augen ohne Gesicht von 1960 auf sehr groteske, aber doch einigermaßen akkurate Weise.
- Auch in John Woos Actionfilm Im Körper des Feindes von 1997 spielt das Thema eine zentrale Rolle.
- In der 3. Staffel, Folge 9 (Hannah Tedesco) der US-Serie Nip/Tuck (2003–2010) wird eine Gesichtstransplantation durchgeführt.
- In der Episode Bob von Nebenan (2010/2011)[8] aus der Zeichentrickserie Die Simpsons unternimmt der Schurke Tingeltangel-Bob eine Gesichtstransplantation, um aus dem Gefängnis entlassen zu werden.
- Grey’s Anatomy; Staffel 5, Folge 18 (Der Mann im Wald)
- The Good Doctor; Staffel 2, Folge 14 (Gesichter „Faces“)